# Yolande D. Legault
Pour les articles homonymes, voir Legault.
 (août 2015).
Si vous disposez d'ouvrages ou d'articles de référence ou si vous connaissez des sites web de qualité traitant du thème abordé ici, merci de compléter l'article en donnant les références utiles à sa vérifiabilité et en les liant à la section « Notes et références ».
Yolande D. Legault (1er juin 1941 à Saint-Joseph-du-Lac - 23 octobre 2018 à Saint-Joseph-du-Lac), est une femme politique québécoise.

## Carrière

### Carrière politique
Députée de Deux-Montagnes de 1985 à 1989 au sein du Parti libéral du Québec, en 2012, Yolande D. Legault appuie le candidat de la Coalition avenir Québec (CAQ) pour l'élection provinciale, Benoit Charette.
Elle est récipiendaire, en 2005, de la Médaille de l'Assemblée nationale.

### Carrière professionnelle
Yolande D. Legault débute en tant que secrétaire de banque et correspondante pour les journaux L'Éveil,  La Victoire et  Concorde avant de fonder l’entreprise agricole Verger des Cèdres avec son mari puis un bureau de comptabilité.